# 猿ヶ石川
猿ヶ石川（さるがいしがわ）は、岩手県を流れる北上川水系北上川支流の一級河川である。

## 地理
岩手県遠野市北部の花巻市との境界に位置する薬師岳（標高1,645m）に源を発し、北上山地を南へ流れる。遠野市中心部で西へと流れを変え、早瀬川や小友川などの支流を合わせ、田瀬湖に至る。北上川5大ダムの1つ田瀬ダムを経て、花巻市の中心部で本流の北上川に合流する。
遠野市を中心とした流域は「遠野物語」の舞台となり、河童のすむ川として登場する。
遠野市中心部から北上川合流地点にかけてはJR釜石線、国道283号とほぼ並行するように流れている。

## 流域の自治体
岩手県
遠野市、花巻市、北上市

## 支流
- 東禅寺川
- 荒川
- 小烏瀬川 （こがらせ）
- 五日市川
- 早瀬川
- 来内川
- 砂子沢川
- 山谷川
- 小友川 （おとも）
- 宮守川
- 達曽部川 （たっそべ）
- 毒沢川
- 稚鍋川 （おさなべ）